# Donkey Kong Land 2
Donkey Kong Land 2, nommé Donkey Kong Land (ドンキーコングランド, Donkī Kongu Rando) au Japon, est un jeu vidéo de plates-formes développé par Rare et édité par Nintendo sur Game Boy en 1996. C'est l'adaptation de Donkey Kong Country 2: Diddy's Kong Quest sorti sur Super Nintendo et fait suite à Donkey Kong Land.
Diddy et Dixie Kong partent à la recherche de Donkey Kong sur l'Île du crocodile, qui a été capturé par King K. Rool.
Donkey Kong Land 2 reçoit un accueil favorable de la presse spécialisée lors de sa sortie. Il est réédité en téléchargement sur la console virtuelle de la Nintendo 3DS en 2014 au Japon et en Europe et 2015 en Amérique du Nord. Le jeu devient disponible aux abonnés du Nintendo Switch Online sur Nintendo Switch le 25 novembre 2024.
Le jeu connait une suite intitulée Donkey Kong Land III.

## Scénario
Donkey Kong Land 2 reprend le scénario de Donkey Kong Country 2: Diddy's Kong Quest sur Super Nintendo. King K. Rool, nommé dans ce jeu Kaptain K. Rool, à l'instar de la version Super Nintendo,, et son armée de Kremlins ont enlevé Donkey Kong. K. Rool souhaite obtenir la réserve de bananes des Kong en échange de la libération de Donkey Kong. Les Kong refusent l'échange et Diddy et Dixie Kong décident de partir à l'aventure afin de vaincre Kaptain K. Rool et de sauver Donkey Kong.

## Système de jeu
Donkey Kong Land 2 est un jeu de plates-formes dans lequel le joueur peut prendre le contrôle de deux personnages différents, soit Diddy Kong et Dixie Kong. Ceux-ci possèdent plusieurs habiletés, dont entre-autres courir, sauter, nager et attaquer les ennemis au corps à corps. Dixie peut en plus planer. L'objectif du jeu est de se rendre à la fin de chaque niveau, représenté par un trampoline, dans le but ultime de vaincre King K. Rool et de sauver Donkey Kong.

## Développement
Donkey Kong Land 2 est développé par Rare. C'est l'adaptation de Donkey Kong Country 2: Diddy's Kong Quest sorti sur Super Nintendo. L'équipe de développement est entièrement renouvelée. Elle rectifie les problèmes de visibilité relevés sur le premier opus. Les personnages, héros et ennemis, sont plus nets, car ils profitent de l'affinage des décors en filigrane, et les animations sont améliorées. Tous les objets comme les tonneaux ou les bananes sont animées. Les niveaux sont raccourcis en raison des limitations techniques de la plate-forme Game Boy.
Le jeu reprend les thèmes musicaux de Donkey Kong Country 2: Diddy's Kong Quest. À l'origine composée par David Wise, la musique est convertie de la 16 bits à la 8 bits par Grant Kirkhope. Il convertit donc les musiques profitant des 8 voies de la version Super Nintendo sur la Game Boy qui n'en possède que quatre dont un canal bruit blanc.

## Commercialisation
Donkey Kong Land 2 est publié sur Game Boy le 1er septembre 1996 en Amérique du Nord, le 23 novembre 1996 au Japon, et le 28 novembre 1996 en Europe. Il est commercialisé comme son prédécesseur sous la forme d'une cartouche de couleur jaune.
Le jeu est réédité en téléchargement sur la console virtuelle de la Nintendo 3DS le 16 avril 2014 au Japon, le 23 octobre 2014 en Europe, et le 26 février 2015 en Amérique du Nord. Il devient disponible aux abonnés du Nintendo Switch Online sur Nintendo Switch le 25 novembre 2024.

## Accueil
Donkey Kong Land 2 est bien reçu par la presse spécialisée lors de sa sortie. Le jeu totalise une moyenne de notes de 79 % sur GameRankings sur la base de cinq critiques.
Donkey Kong Land 2 s'écoule à 2,35 millions d'exemplaires à travers le monde.

## Postérité
L'adaptation de la série Donkey Kong Country sur la console portable Game Boy donne naissance à sa propre série dérivée composée de trois titres, avec Donkey Kong Land en 1995, Donkey Kong Land 2, et Donkey Kong Land III en 1997, lui aussi adapté de son homologue sur Super Nintendo, Dixie Kong's Double Trouble!.